# 정치사
정치사(政治史)는 역사학 또는 정치학의 한 분야로, 정치를 역사적으로 접근하는 사회 과학의 한 분야이다. 정치사상사, 정치학사, 국제 관계사 및 외교사는 정치사와 차별화하고 있다.